# Assia Mahboubi
Assia Mahboubi is een Frans wiskundige die bekend staat om haar werk in geautomatiseerde wiskunde. Ze is een professor aan de Vrije Universiteit Amsterdam en onderzoeker aan het INRIA instituut in Frankrijk . Ze promoveerde in 2006 aan Sophia Antipolis in Nice op op de certificering van berekeningen in de reële getallen.

## Onderzoek
Het onderzoek van professor Mahboubi spitst zich toe op formele en geautomatiseerde bewijzen van wiskunde. Ze begeleidt promovendi en postdocs.

## Prijzen en onderscheidingen
In 2020 ontving Mahboubi een ERC Consolidator Grant .

## Overige professionele activiteiten
In 2018 was Mahboubi lid van de programmacommissie van "The 7th ACM SIGPLAN International Conference on Certified Programs and Proofs" . In 2022 organiseerde zij met o.a. Sander Dahmen de Lorentz-Center workshop "Machine-checked mathematics" .
Mahboubi maakte deel uit van de organisatie voor conferenties als ITP 2018, CICM 2018, POPL 2019, IJCAR 2020, POPL 2021 en vele andere. 